# Missão das Nações Unidas no Sudão do Sul
A Missão das Nações Unidas no Sudão do Sul (MINUSS), em inglês United Nations Mission in South Sudan (UNMISS) é a mais recente missão de paz da Organização das Nações Unidas, criada pela Resolução 1996 do Conselho de Segurança das Nações Unidas 8 de julho de 2011, um dia antes da  proclamação da independência da  República do Sudão do Sul. 
Sediada na capital sul-sudanesa, Juba,  a MINUSS é chefiada, desde 2014, pela Representante Especial do Secretário-Geral, Ellen Margrethe Løj, que sucedeu Hilde Frafjord Johnson.
Ao ser criada, a Missão foi autorizada a empregar até 7.000 militares e 900 policiais civis, conforme a Resolução 1996 do Conselho de Segurança da ONU. Em 2014, a  Resolução 2155 ampliou o contingente autorizado para até 12.500  militares e 1.323 policiais, além de um  contingente de funcionários civis a ser definido conforme as necessidades. Em março de 2016, a Missão já contava com 12.109 soldados, 184 oficiais  de ligação militar e 1.197 policiais, além de 787 funcionários civis internacionais, 1.215 funcionários locais e 435 voluntários da ONU.